# Billy Payne

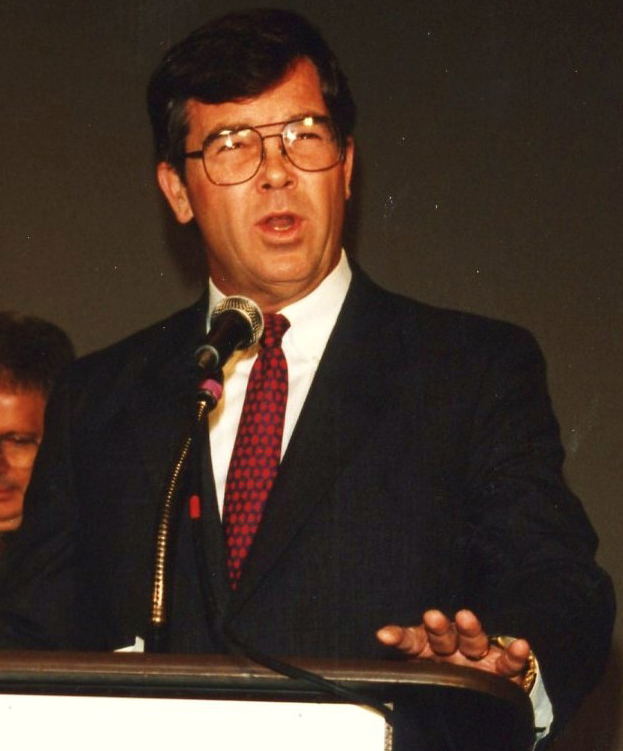
Billy Payne

Billy Payne, cujo verdadeiro nome é William Porter Payne, é um político norte-americano, nascido em 13 de outubro de 1947, em Athens, no Estado da Geórgia.